# Cessapalombo
Cessapalombo é uma comuna italiana da região das Marcas, província de Macerata, com cerca de 585 habitantes. Estende-se por uma área de 27 km², tendo uma densidade populacional de 22 hab/km². Faz fronteira com Caldarola, Camporotondo di Fiastrone, Fiastra, Pievebovigliana, San Ginesio.

## Demografia
| Variação demográfica do município entre 1861 e 2011                               |
|                                                                                   |
| Fonte: Istituto Nazionale di Statistica (ISTAT) - Elaboração gráfica da Wikipedia |